# Chehel Sar
Chehel Sar (persiska: چهل سر) är en ort i Iran.   Den ligger i provinsen Razavikhorasan, i den nordöstra delen av landet, 700 km öster om huvudstaden Teheran. Chehel Sar ligger 1 008 meter över havet och antalet invånare är 172.
Terrängen runt Chehel Sar är platt.Runt Chehel Sar är det ganska glesbefolkat, med 25 invånare per kvadratkilometer. Närmaste större samhälle är Feyzabad, 10,1 km väster om Chehel Sar. Trakten runt Chehel Sar är ofruktbar med lite eller ingen växtlighet.